# Pterocarpus marsupium
Pterocarpus marsupium là một loài thực vật có hoa trong họ Đậu. Loài này được Roxb. miêu tả khoa học đầu tiên.

## Hình ảnh

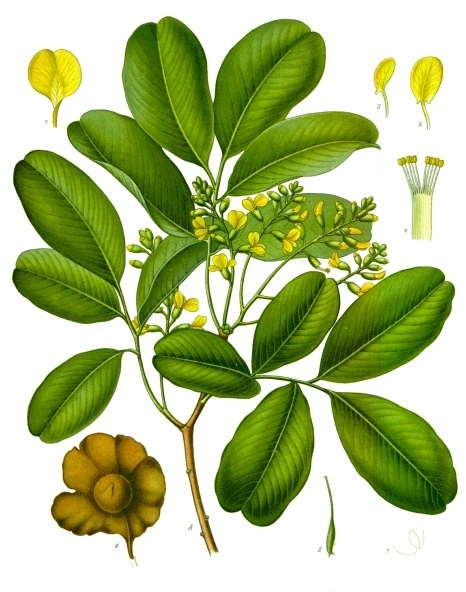
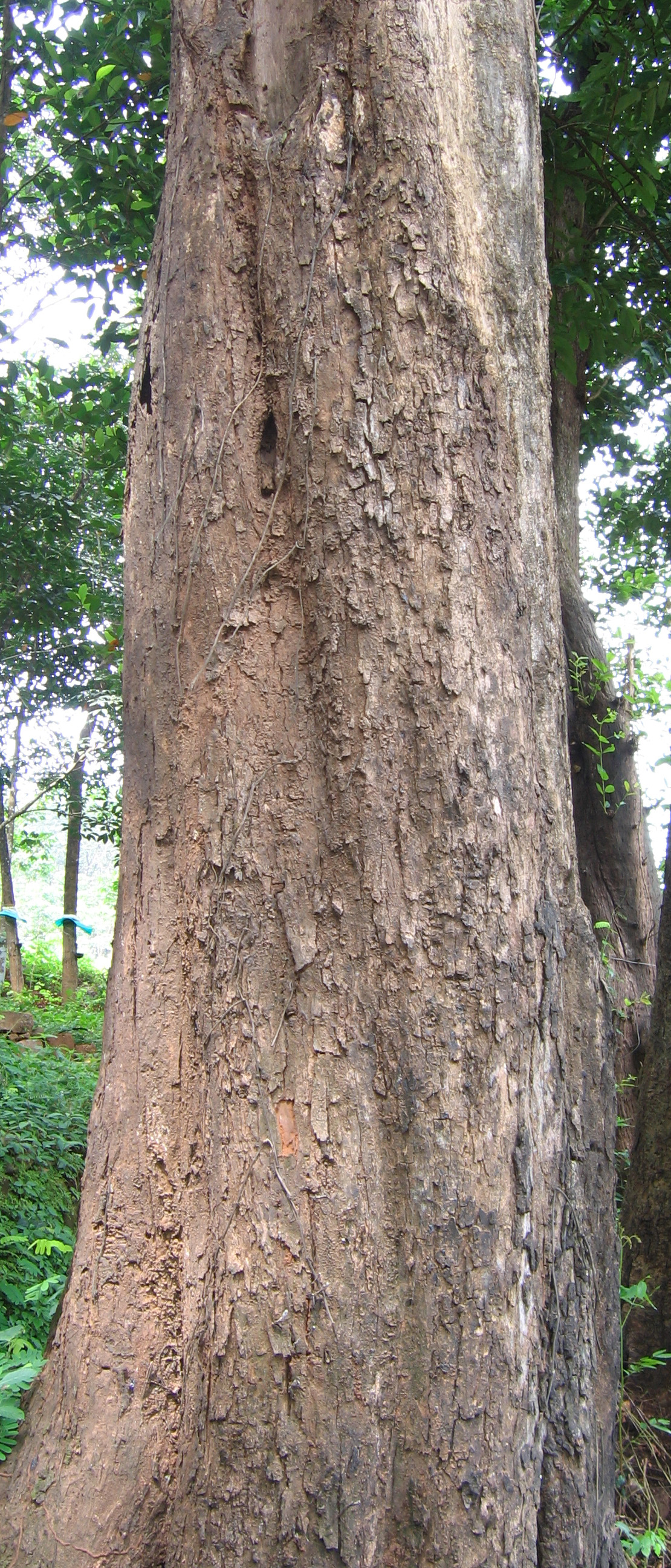
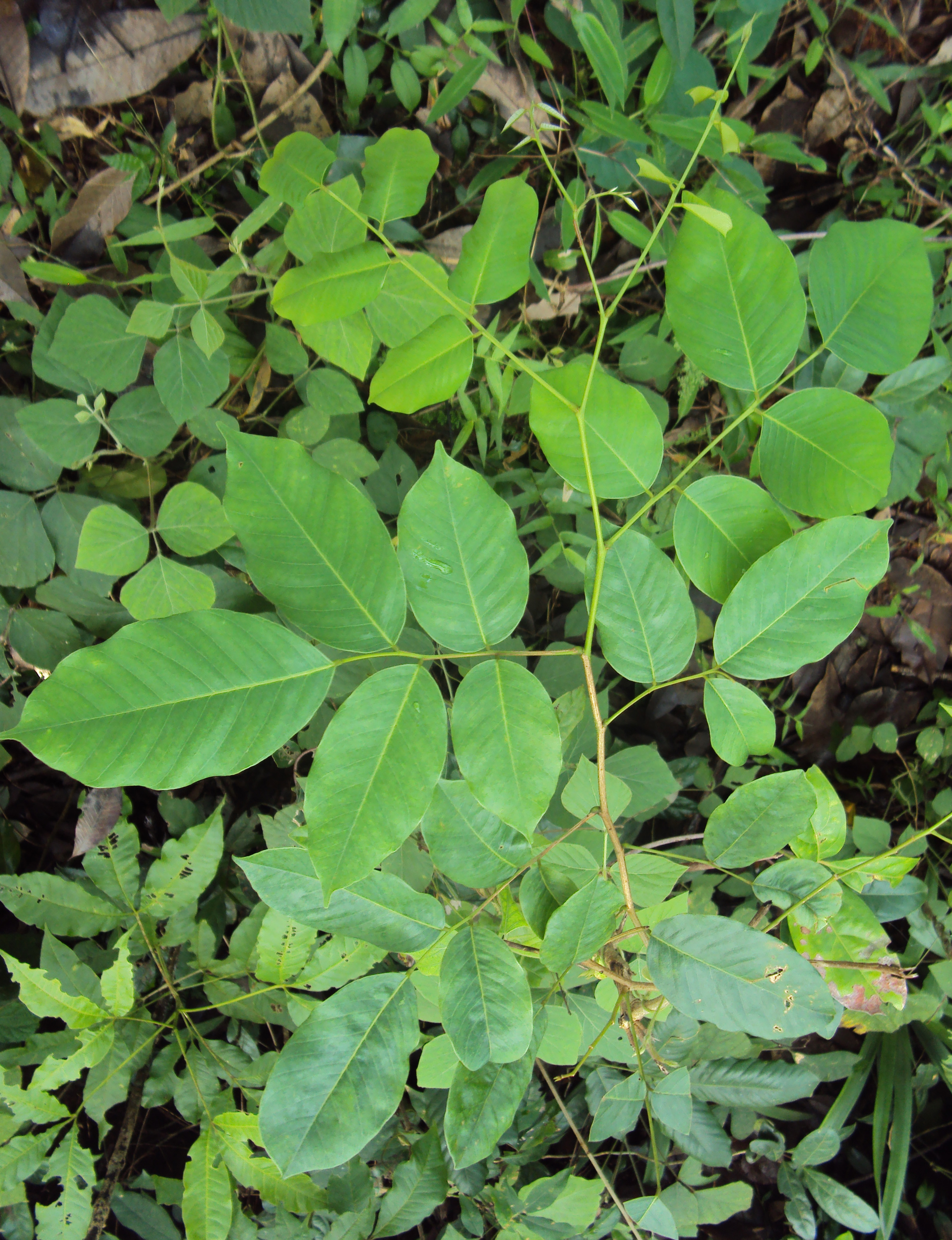